# Kisgömöri
Kisgömöri (szlovákul Gemerček) község Szlovákiában, a Besztercebányai kerület Rimaszombati járásában.

## Fekvése
Rimaszombattól 18 km-re (de légvonalban csak 7 km-re), délnyugatra fekszik.

## Története
A község területe ősidők óta lakott, régészek a pilinyi kultúra emberének emlékeit találták meg itt.
A mai települést 1268-ban említik először. Története során "Gemery", "Gwmory", "Gewmeri", "Gwmery" alakban említik az oklevelek. A Rátold nemzetség birtoka volt, majd a 16. századtól több nemesi családé. 1554-ben elpusztította a török. 1683-ban lengyel-litván hadak égették fel. 1773-ban 11 jobbágy és 5 zsellércsalád lakta. 1828-ban 29 házában 255 lakos élt, akik mezőgazdasággal és gyümölcstermesztéssel foglalkoztak.
Vályi András szerint: "GÖMÖRI. Magyar falu Gömör Vármegyében, birtokosai külömbféle Urak, lakosai katolikusok, és evangelikusok, fekszik Rima vizétöl mintegy kis mértföldnyire, Serkéhez nem meszsze, Várgedének szomszédságában, mellynek filiája, határbéli földgye közép termékenységű, fája mind a’ két féle, legelője elég, gyümöltsös, konyha, és káposztás kertyei jók, kendert áztató vize alkalmatos, nyír vízzel is kereskednek, második Osztálybéli."
Fényes Elek geográfiai szótárában: "Gömör (Kis), magyar falu, Gömör és Kis-Hont egyesült vmegyékben, Rimaszombathoz 1 1/4 órányira: 238 kath. lak. Gabona és gyümölcstermesztés. Erdő. F. u. többen." Archiválva 2007. szeptember 27-i dátummal a Wayback Machine-ben
Gömör-Kishont vármegye monográfiája szerint: "Kisgömöri, a hasonló nevű völgyben fekvő magyar kisközség, 47 házzal és 237 róm. kath. vallású lakossal. Legrégibb birtokosául 1427-ben Jolsvai Györgyöt ismerjük. 1489-ben már a Gömöry családot uralja és ekkor Gemeri néven említik. Későbbi birtokosai a Borbély, Máriássy, Hámos család és Rimaszombat városa. Most Hámos Aladárnak, báró Nyáry Sándornénak és Rimaszombat városának van itt nagyobb birtoka. A kath. templom 1880-ban épült. A község postája és vasúti állomása Várgede, távírója pedig Feled."
A trianoni békeszerződésig Gömör-Kishont vármegye Feledi járásához tartozott. 1938 és 1944 között újra Magyarország része volt.

## Népessége
| Év:            | 1994. | 2004.    | 2014.    | 2024.    |
| -------------- | ----- | -------- | -------- | -------- |
| Emberek száma: | 134   | 115      | 101      | 88       |
| Eltérés:       |       | -14,17 % | -12,17 % | -12,87 % |

| Év:            | 2023. | 2024.   |
| -------------- | ----- | ------- |
| Emberek száma: | 92    | 88      |
| Eltérés:       |       | -4,34 % |

1910-ben 225-en, túlnyomórészt magyarok lakták.
2011-ben 102 lakosából 86 magyar és 16 szlovák.

## Nevezetességei
Árpád-házi Szent Erzsébet tiszteletére szentelt, római katolikus temploma 1883-ban épült neoklasszicista stílusban.

## Külső hivatkozások
- Községinfó
- Kisgömöri Szlovákia térképén
- A község a Gömöri régió honlapján
- Alapinformációk[halott link]
- E-obce.sk Archiválva 2006. november 17-i dátummal a Wayback Machine-ben